# Charles-Nicolas Duclos du Fresnoy
Charles-Nicolas Duclos du Fresnoy, né le 2 septembre 1733 à Montcornet en Thiérache et mort le 2 février 1794 à Paris, est un conseiller du roi, notaire et mécène français.

## Biographie

### Économiste - Notaire royal - Député suppléant
Charles-Nicolas Duclos du Fresnoy, conseiller du roi, est notaire royal au Châtelet à Paris de 1763 à 1791. Il est  nommé syndic-gérant de la compagnie des notaires parisiens. À ce titre, il fait prêter par cette compagnie la somme de six millions de livres au roi Louis XVI en 1788, pour faire face à la crise financière. En 1789, il est nommé député suppléant du Tiers état, aux États généraux. Il tente d'empêcher la création du papier-monnaie et propose un projet pour sauver la Caisse d'escompte. Malgré ou à cause de sa modération, il est guillotiné en 1794 à Paris.
Il  a exercé sa fonction de notaire royal du 6 août 1763 au 21 juillet 1791 aux adresses suivantes : rue des Déchargeurs (de 1763 à 1768), rue Vivienne, près les Filles-Saint-Thomas (de 1769 à 1791). Dans son fonds notarial conservé aux Archives nationales, se trouve la succession Claude Le Duc, secrétaire du roi (14 août 1788). Il sera aussi le notaire de Marie-Louise O'Murphy, l'une des anciennes maîtresses de Louis XV.

### Mécène du peintre Greuze et collectionneur de tableaux
Collectionneur d'art, il sera le notaire et mécène du peintre Jean-Baptiste Greuze qui réalisera tant son portrait que celui de son fils :  le baron Charles Athanase Walckenaer. Ce dernier épousera sa cousine germaine, Joséphine Marcotte de Pyn prénommée Finotte, sœur de Charles Marcotte d'Argenteuil et Philippe Marcotte de Quivières, tous deux collectionneurs et mécènes de renom.
Sa collection est constituée entre autres de quelques pièces majeures de Greuze comme Jeune fille en prière ou La dévideuse, de Jean-François Hue comme Les environs de Naples pris dans le brouillard, Vue de la campagne d'Albane, ou de Charles-François Nivard comme Vue du château de Mello en Beauvaisis, Effet de soleil dans un temps couvert".

### Condamnation à mort sous la Terreur
Depuis 1789, il fait partie du comité chargé par l'Hôtel de Ville de Paris d'assurer la sûreté et l'approvisionnement de la capitale. Mais, il est arrêté sur ordre du Comité de Sûreté Générale le 30 décembre 1793. Il est condamné à mort le 2 février 1794 par le Tribunal Révolutionnaire et guillotiné le même jour place de la Révolution. Voici le texte de sa condamnation publié par le journal Le Moniteur le 18 Pluviose an 2: "...Charles-Duclos-Dufresnoy, âgé de soixante ans, natif de Montcornet-en-Thiérache, département de l'Aisne, demeurant à Paris rue du Faubourg-Poissonnière, convaincu d'être l'auteur ou complice d'une conspiration contre la liberté et la sûreté du peuple français, en entretenant des intelligences et correspondant avec les ennemis de la France, en leur fournissant des fonds numéraires pour faciliter , soit leur émigration, soit leur rentrée en France, et exécuter leur complot contre la Révolution , a été codmné à la peine de mort.".

### Hôtel particulier de la rue du Faubourg-Poissonnière à Paris

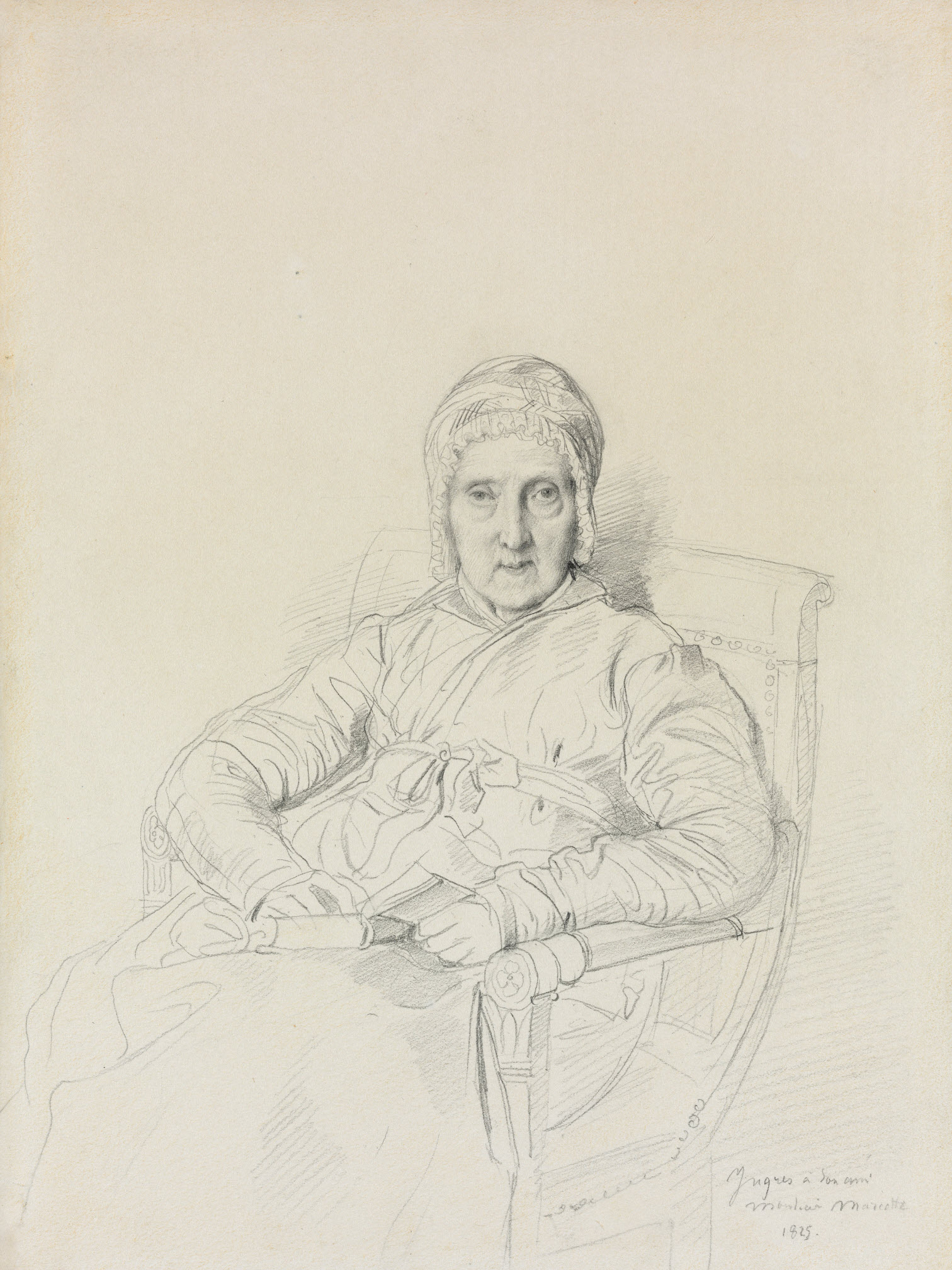
Ingres, Portrait de madame Marcotte, née Louise Antoinette Duclos du Fresnoy, 1825

Son hôtel du 89 Fbg Poissonnière à Paris  reviendra, après sa mort, à sa sœur Louise Antoinette Duclos du Fresnoy (madame Marcotte de Pyn), mère de Charles Marcotte d'Argenteuil et Philippe Marcotte de Quivières. En décembre 1958, Hans Naef publie dans son ouvrage sur les portraits du clan Bochet-Marcotte-Panckoucke par Ingres, un extrait de l'ouvrage de Frédéric Masson : "M. Duclos Dufresnoy avait une clientèle fort aristocratique et il fut impliqué au monde du sport si bien que dans les grandes épreuves hippiques, il recevait les paris dans son étude. Il possédait l'une des plus belles maisons de Paris, rue du faubourg poissonnière, et les jardins en furent célèbres au point qu'on venait de loin pour les visiter. La maison existe encore ; elle est aujourd'hui le Lycée Lamartine"... C'est dans cette maison qu'il a élevé son fils unique, Charles Athanase Walckenaer (1771-1852), qui intégrera, huit mois après la mort de son père,  l'École Polytechnique au mois de septembre 1794, avant d'accomplir une carrière exemplaire de scientifique.
Charles-Nicolas Duclos du Fresnoy avait une nombreuse bibliothèque et une galerie de tableaux composée en majeure partie de l'École française. Il possédait Le triomphe de Bacchus par Natoire, La dame de charité par Greuze et huit têtes charmantes du même, des marines par M. Vernet, ...  et plusieurs autres tableaux de MM Fragonard, Casanova et de Boullogne. La situation de ce notaire était fort enviable et il vivait fort à l'aise en compagnie de sa sœur, Mme Marcotte, restée veuve avec huit enfants. Lui-même ne s'était pas refusé le luxe de ce fils naturel qu'il avait envoyé faire ses études à Oxford et qui fut appelé à de si hautes destinées, comme préfet, littérateur et savant, que le gouvernement en fit un baron et l'Académie des Inscriptions, un secrétaire perpétuel .

## Publications
En tant qu'économiste éclairé par les idées de l'Encyclopédie et des Panckoucke, il publie à Londres L'esprit de M. Necker en 1788, et à Paris en 1789, Origine de la Caisse d'escompte, ses progrès et ses révolutions.

## Sources
- Histoire du règne de Louis XVI pendant les années où l'on pouvait prévenir ou diriger la révolution française par Joseph Droz, 1830
- Journal historique et politique des principaux événements des différentes cours de l'Europe, 1778
- Pétition des citoyens domiciliés à Paris, décembre 1788, Centre d'Études et de Recherches autour de la Démocratie, Université Rennes 1
- Le duc de Saint-Simon, comte de la Ferté-Vidame, mémoraliste et épistolier par François Formel-Levavasseur, 2012
- Comment on guillotine un notaire" par Frédéric Masson, 1913
- Die Bildniszeichnugnen von J.-A.-D. Ingres, par Hans Naef